# Шорем (Мічиган)
Шорем (англ. Shoreham) — селище (англ. village) в США, в окрузі Беррієн штату Мічиган. Населення — 844 особи (2020).

## Географія
Шорем розташований за координатами 42°3′38″ пн. ш. 86°30′41″ зх. д. / 42.06056° пн. ш. 86.51139° зх. д. (42.060438, -86.511430).  За даними Бюро перепису населення США в 2010 році селище мало площу 1,51 км², уся площа — суходіл.

## Демографія
Згідно з переписом 2010 року, у селищі мешкали 862 особи в 392 домогосподарствах у складі 261 родини. Густота населення становила 572 особи/км².  Було 471 помешкання (312/км²).
Расовий склад населення:
| - 89,6 % — білих - 4,9 % — азіатів - 3,5 % — чорних або афроамериканців - 0,1 % — корінних американців |

До двох чи більше рас належало 1,7 %. Частка іспаномовних становила 3,0 % від усіх жителів.
За віковим діапазоном населення розподілялося таким чином: 18,2 % — особи молодші 18 років, 59,3 % — особи у віці 18—64 років, 22,5 % — особи у віці 65 років та старші. Медіана віку мешканця становила 48,1 року. На 100 осіб жіночої статі у селищі припадало 90,7 чоловіків;  на 100 жінок у віці від 18 років та старших — 86,5 чоловіків також старших 18 років.
Середній дохід на одне домашнє господарство  становив 103 098 доларів США (медіана — 78 194), а середній дохід на одну сім'ю — 117 687 доларів (медіана — 98 750). Медіана доходів становила 75 417 доларів для чоловіків та 55 357 доларів для жінок. За межею бідності перебувало 7,4 % осіб, у тому числі 19,0 % дітей у віці до 18 років та 0,0 % осіб у віці 65 років та старших.
Цивільне працевлаштоване населення становило 435 осіб. Основні галузі зайнятості: освіта, охорона здоров'я та соціальна допомога — 26,7 %, виробництво — 20,5 %, науковці, спеціалісти, менеджери — 10,6 %, мистецтво, розваги та відпочинок — 10,6 %.